# 稲村成浩
稲村 成浩（いなむら なりひろ、1971年12月18日 - ）は、群馬県前橋市出身の競輪評論家。元競輪選手、自転車競技選手。現役時代は日本競輪選手会群馬支部所属、ホームバンクは前橋競輪場。日本競輪学校（当時。以下、競輪学校）第69期生。師匠は実父の稲村雅士で、同じく選手の稲村好将は実弟。血液型はA型。

## 来歴
偉大な競輪選手である稲村雅士を父に持っていたため早くから自転車に慣れ親しんでおり、群馬県立前橋工業高等学校の自転車部に入部してからは高校総体などで数度優勝する。その実績から高校在学中の1990年8月にグリーンドーム前橋で開催された世界選手権自転車競技大会では、1学年下の斎藤登志信とのペアでトラックレース・タンデムスプリント（アマチュア部門）に出場。準決勝で同種目3連覇中のフランス（フレデリック・マニェ、ファブリス・コラペア）を2-1の対戦スコアで下し、決勝でこそイタリアペアに0-2で敗れたものの2位となり、銀メダルを獲得。ゴール後、板についた投げキッスのパフォーマンスを行い、満員の場内を沸かせた。同大会では当時国内トップの競輪選手であった俵信之、中野浩一らが相次いで敗退しており自国開催ながらメダル獲得なしという状況の中で、最終日の26日に行われたレースで当時アマチュアのペアが銀メダルを獲得し、同大会での日本勢16年連続となるメダル獲得に貢献した。
高校卒業後は、世界選手権での功績により競輪学校に技能試験免除で第69期生として入学し、在校成績トップで卒業する。同期の横田努・澤田義和と共に「ハイタワーズ」とも呼ばれた（3人とも身長が180cm台のため）。
初出走は1992年4月11日の前橋競輪場で、初勝利も同日。デビュー後からは連勝を重ねA級からS級へ特進すると、わずか7か月弱で記念競輪（現在のGIII）を優勝し、以降もトップクラスとして活躍する。GI・高松宮杯2着など賞金上位でKEIRINグランプリ'94にも出場（9着）。しかし、全盛期ともいえる1990年代は神山雄一郎、吉岡稔真、山田裕仁、小嶋敬二らにとっても全盛期の時代であり、これらの厚い壁に阻まれ、競輪学校在学中の卒業記念レースから新人戦を含めてタイトルと名の付くものは記念以外全く獲得できず、この事で父の功績とよく対比されていた。
その後、1999年に佐世保競輪場でのふるさとダービーを優勝してからは勢いをつけ、2001年の第54回日本選手権競輪では決勝戦で長い写真判定の末に2着を微差で退けて悲願のGI初優勝を果たし、表彰式で観戦に来ていた父に向かい表彰台の上から大声で絶叫（『親父・・・やったぞ!』）して報告したことは語り草となっている。同年は富山競輪場でのふるさとダービーでも優勝している。
その後も長く活躍し、51歳となった2022年下期でも最上位のS級1班格付けを維持したが、晩年は腰痛・膝痛に悩まされ、2023年上期にA級1班に降格。それ以降S級とA級との昇降級を繰り返し、2024年4月23日の西武園記念最終日第2レース（一般）2着となったのを最後に以降は全て欠場した。5月に腰を手術したものの、今度は左膝が急に駄目になり、医師からも引退を勧められたこともあり、6月に引退を決意。7月からの下期では再度A級1班に降格したが、それ以降もレースには出走せず、最終的に8月2日に選手会群馬支部を訪れ選手登録証を返納し、引退手続きを取った。
2024年8月9日、選手登録消除。通算戦績は2336戦472勝、優勝72回（うちGI1回）。通算取得賞金は11億2255万6677円。8月18日に前橋競輪場にて引退報告会を行った。今後は競輪評論家として活動する。

## 主な獲得タイトルと記録
- 2001年 - 日本選手権競輪（松戸競輪場）
- 父子GI制覇 - 松村憲・松村信定父子に次ぐ史上2例目[7]
- デビュー最短記念競輪優勝 - 6か月（1992年11月7日・一宮競輪場）

## 競走スタイル
自転車競技では1kmタイムトライアルと主体としていたことから、主に先行の戦法で活躍していたが、のちに捲りと追込を兼備する戦法へと切り替えた頃には、レース中混戦となった時に有利となる中団の位置を確保することについては抜群の巧さを誇っていた。晩年は一般的な追込戦法であった。

## 自転車競技での主な実績
- 1990年 世界選手権自転車競技大会（グリーンドーム前橋）で1学年下の齋藤登志信と組んでタンデムスプリントで出場（パイロット）、銀メダルを獲得
- 1994年 ワールドカップ第4戦東京大会で斉藤正剛・横田努と組んでオリンピックスプリントに出場、銅メダルを獲得
- 1997年 ワールドカップ第3戦イタリア・フィオレンツラ大会に馬渕紀明・小嶋敬二と組んでオリンピックスプリントに出場、銅メダルを獲得
- 1998年 ワールドカップ第4戦フランス・トゥーロン大会で1kmタイムトライアルに出場、銀メダルを獲得
- 1999年 第19回アジア自転車競技選手権大会でオリンピックスプリントに出場、金メダルを獲得
- 2000年 シドニーオリンピックに出場。1kmタイムトライアルで9位、長塚智広・神山雄一郎と組んだオリンピックスプリントで5位入賞